# 마리오 파티 스타 러시
"마리오 파티 스타 러시"(일본어: マリオパーティ スターラッシュ, 영어: Mario Party: Star Rush)는 엔디큐브에서 개발하고 닌텐도에서 배급한 닌텐도 3DS용 2016년 파티 비디오 게임이다. 마리오 파티의 4번째 휴대용 게임이자 3DS에서는 2번째 작품이다.